# Smrekarjeva ulica, Ljubljana
Smrekarjeva ulica je ena izmed ulic v Zgornji Šiški (Mestna občina Ljubljana). 

## Poimenovanje
Ulica je bila uradno poimenovana 8. aprila 1952 po slikarju Hinku Smrekarju; predhodno je bila poimenovana Peterčeva ulica.

## Urbanizem
Prične se na križišču s Celovško cesto, medtem ko se konča v križišču s Goriško ulico.